# Fabiano Savioz
Fabiano Savioz (Parigi, 15 febbraio 1912 – Aosta, 7 settembre 2002) è stato un politico italiano.
Fu membro del Comitato di liberazione nazionale di Aosta per il Partito Comunista Italiano, oltre che presidente dal 1º ottobre 1945 al marzo 1946. Nel 1946, alle prime elezioni democratiche del dopoguerra, Savioz è stato eletto sindaco di Aosta, poi riconfermato nel 1952 e rimasto in carica fino al 1954. Fu inoltre consigliere regionale per quattro legislature dal 9 dicembre 1954 al 4 luglio 1973.